# おとぼけ紳士録
『おとぼけ紳士録』（おとぼけしんしろく、イタリア語: I complessi, 「コンプレックス」の意）は、1965年（昭和40年）製作・公開、イタリア・フランス合作のオムニバス映画である。イタリア式コメディの1作。

## 構成
1. 第一話 - イタリア語: Una giornata decisiva : 監督ディーノ・リージ
2. 第二話 - イタリア語: Il complesso della schiava nubiana : 監督フランコ・ロッシ
3. 第三話 - イタリア語: Guglielmo il dentone : 監督ルイジ・フィリッポ・ダミーコ

## 略歴・概要
本作は、1965年、イタリアの製作会社ドクメント・フィルムとフランスの映画会社SPCEが製作、EIFが配給して同年8月15日、イタリア国内で公開された。
日本では、本作の発表当時から長らく劇場公開は行なわれず、1989年（平成元年）7月28日、東映ビデオがレンタル用のVHSカセットを発売したのが日本への初めての紹介となった。2010年9月現在、DVD等デジタルのビデオグラムは、日本では発売されてはいない。

## スタッフ・作品データ
- プロデューサー : エンニオ・ディ・メオ、ジャンニ・ディ・ストルフォ、ジャンニ・ヘクト・リカーリ（イタリア語版）、マリオ・ミラーニ、エジディオ・クァラントット

- 監督 : ディーノ・リージ、フランコ・ロッシ、ルイジ・フィリッポ・ダミーコ
- 脚本 : ルジェッロ・マッカリ、ディーノ・リージ、エットーレ・スコラ （第一話）、レオナルド・ベンヴェヌーティ、ピエロ・デ・ベルナルディ、アージェ＝スカルペッリ （第二話）、ロドルフォ・ソネゴ、アルベルト・ソルディ （第三話）
- 撮影 : エンニオ・グァルニエリ、マリオ・モントゥーリ
- 編集 : ロベルト・チンクィーニ（イタリア語版）、ジョルジオ・セッラッロンガ
- 音楽 : アルマンド・トロヴァヨーリ

- 上映時間 : 100分 [1] /  98分 [1] /  103分 [2]
- フォーマット : 白黒映画 - スタンダードサイズ（1.37:1） - モノラル録音

## キャスト
クレジット順
- ニーノ・マンフレディ - Quirino Raganelli （第一話）
- アルベルト・ソルディ - Guglielmo Bertone （第三話）
- ウーゴ・トニャッツィ - Prof. Gildo Beozi （第二話）

アルファベット順
- シルヴィオ・バッティスティーニ （Silvio Battistini） - Alberto （第三話）
- パオラ・ボルボーニ （Paola Borboni） - Mrs. Baracchi-Croce （第二話）
- マリオ・ブレガ （Mario Brega） - （第二話）
- エディ・カンパニョーリ （Edy Campagnoli） - 本人役 （第三話）
- アレッサンドロ・クトーロ （Alessandro Cutolo） - 本人役 （第三話）
- ドナテッラ・デッラ・ノーラ （Donatella Della Nora） - （第一話）
- ウンベルト・ドルジ （Umberto D'Orsi） - Ernesto （第一話）
- フランコ・ファブリージ （Franco Fabrizi） - Francesco Martello （第三話）
- マリオ・フレーラ （Mario Frera） - Caponi （第三話）
- リッカルド・ガッローネ （Riccardo Garrone） - Alvaro （第一話）
- ガイア・ジェルマーニ （Gaia Germani） - 本人役 （第三話）
- クラウディオ・ゴーラ （Claudio Gora） - 古物商 （第二話）
- アリス・ケスラー （Alice Kessler） - 本人役 （第三話）
- エレン・ケスラー （Ellen Kessler） - 本人役 （第三話）
- クラウディエ・ランジェ （Claudie Lange） - Gildo の妻 （第二話）
- ナンニ・ロイ - 本人役 （第三話）
- レリオ・ルッタツィ （Lelio Luttazzi） - 本人役 （第三話）
- イラリア・オッキーニ （Ilaria Occhini） - Gabriella （第一話）
- ナンダ・プリマヴェーラ （Nanda Primavera） - （第二話）
- ヴィンセンツォ・タラリコ （Vincenzo Talarico） - 本人役 （第三話）
- レナート・テッラ （Renato Terra） - （第二話）
- アルマンド・トロヴァヨーリ （Armando Trovajoli） - 本人役 （第三話）
- レオポルド・ヴァレンティーニ （Leopoldo Valentini） - Perelli （第一話）
- ロモロ・ヴァッリ （Romolo Valli） - 父 Baldini （第三話）
- レオ・ヴォーレンボルク （Leo Wollenborg） - 本人役 （第三話）

クレジット外
- ウーゴ・ファンガレッジ （Ugo Fangareggi） - （第一話）
- ジュゼッペ・マッロッコ （Giuseppe Marrocco） - 眼鏡をかけた記者 （第三話）
- カルロ・スポジート （Carlo Sposito） - （第二話）

## 関連事項
- イタリア式コメディ

## 註
1. 1 2 3 4  Complexes, Internet Movie Database （英語）, 2010年9月8日閲覧。
2. 1 2 3 4  おとぼけ紳士録、allcinema ONLINE, 2010年9月8日閲覧。